# Guerre du royaume de Q'umarkaj
Conquête espagnole de l'Amérique centrale.
La guerre du royaume de Q'umarkaj est un conflit entre Espagnols et Mayas K'iche vers l'an 1524.

## Déroulement
En 1520, les Kaqchikels s'allient aux Espagnols. Hernan Cortés exige alors des K'iche leur soumission et la cessation des hostilités envers leurs alliés. En 1524, le conquistador Pedro de Alvarado est envoyé avec 600 hommes contre le royaume de Q'umarkaj. Ils reçoivent le soutien des Kaqchikels.
Les K'iche essayèrent de leur barrer la route à Quetzalteango où ils furent battus par une charge de cavalerie espagnole venue soutenir leurs alliés indiens repoussés. Six jours plus tard, les K'iche furent de nouveau sévèrement défaits alors qu'ils tentaient une attaque dans la vallée de Quetzalteango. Après plusieurs autres défaites, ils acceptèrent de se soumettre et de laisser des Espagnols entrer dans Q'umarkaj. Alvarado captura le roi et les nobles k'iches et les fit brûler vifs. Deux nobles de faible importance furent mis au pouvoir par les Espagnols qui rasèrent Q'umarkaj.
Des combats perdurent cependant jusqu'en 1527.